# Велбъждска архиепархия (Римокатолическа църква)
Велбъждската архиепархия (на латински: Archidioecesis Velebusdus) e титулярна архиепископия на Римокатолическата църква.

## История
За кратко в началото на XIII век, по време на унията с Рим, Велбъжд е действаща католическа архиепископия с архиепископ Анастасий Велбъждски. От 1953 година Велбъждска е титулярна католическа архиепископия с титулярен епископ.

## Титулярни архиепископи
Титулярни архиепископи на Велбъжд са били:
- Фердинанд Станислав Павликовски (7 декември 1953 – 31 юли 1956)
- Себастиян Джоузеф Чичестър (23 ноември 1956 – 24 октомври 1962)
- Антонио де Алмейда (16 февруари 1963 – 16 март 1971)
- Юджийн Клайн (5 юни 1971 – 7 април 1972)
- Питър Яриок Жато (26 юни 1972 – 10 април 1975)
- Енцо д'Антонио (24 юни 1979 – 13 май 1982)
- Жозе Мануел Естепа Лауренс (30 юли 1983 – 18 ноември 1989)
- Габор Пинтер (от 18 май 2016 г.)